# Mausoleum der Schlesischen Piasten

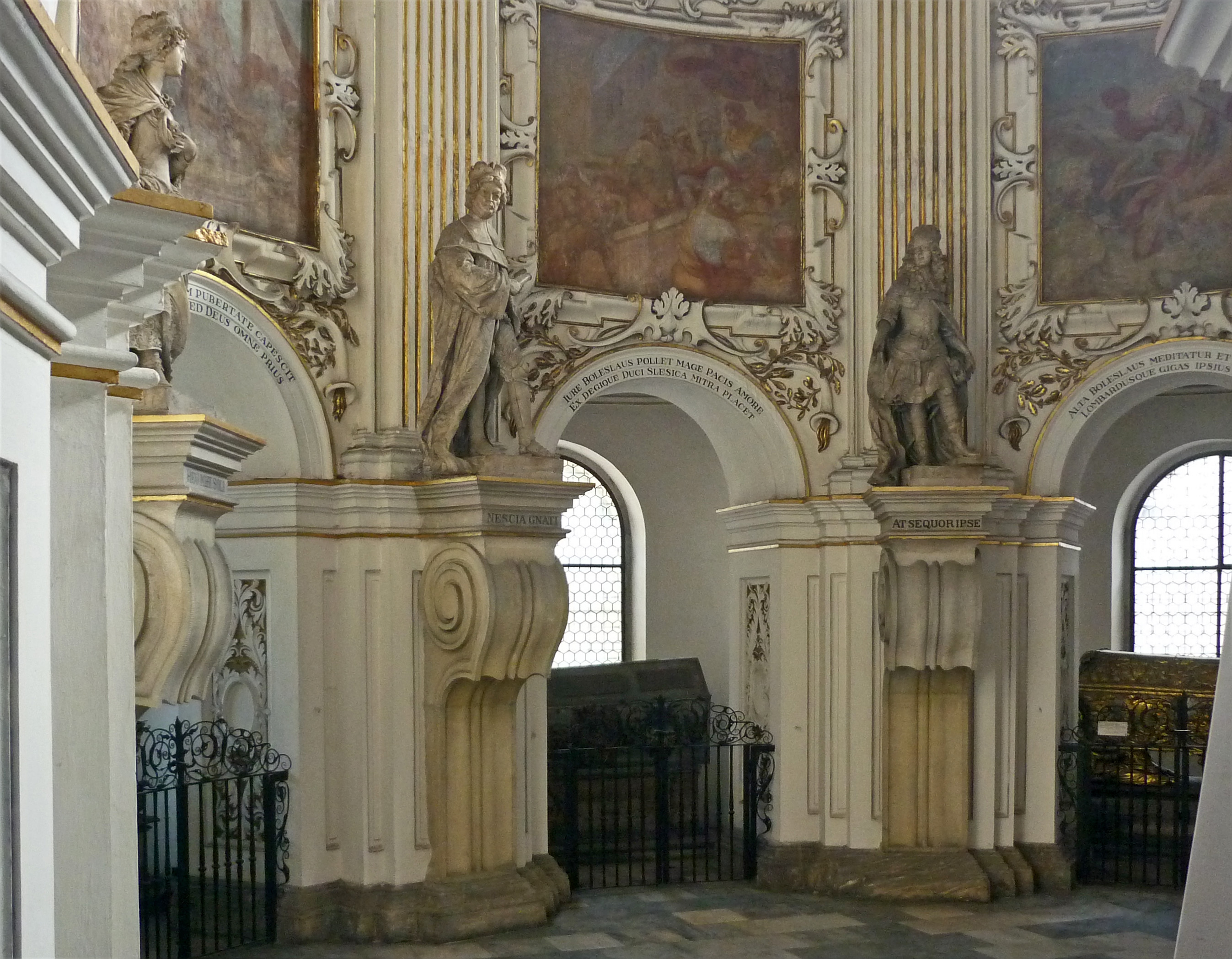
Innenraum des Mausoleums

Das Mausoleum der Schlesischen Piasten; auch Piastenmausoleum Liegnitz; (polnisch Mauzoleum Piastów Śląskich w Legnicy, lateinisch Monumentum Piasteum) in Legnica (deutsch Liegnitz) ist eine Grabkapelle bzw. Fürstengruft, die nach dem Tod des letzten männlichen Schlesischen Piasten, des Herzogs Georg Wilhelm († 1675), in den Jahren 1677–1679 errichtet wurde. Er war zugleich der letzte Nachkomme der Dynastie der Piasten.
Die Fürstengruft stellt ein Gesamtkunstwerk dar, bei dem sich Plastik, Stukkatur und Malerei verbinden.

## Geschichte

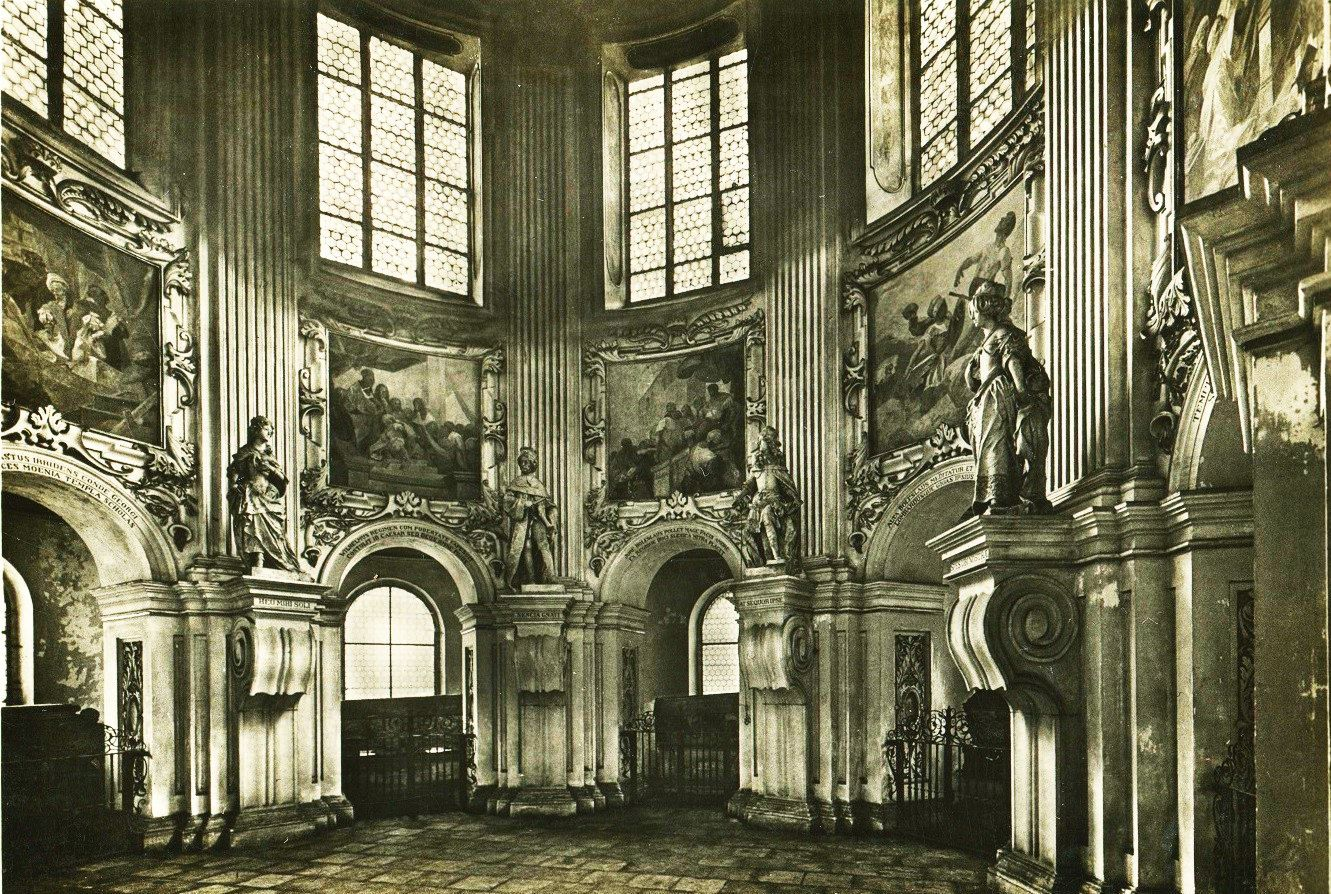
Aufnahme aus den 1920er Jahren

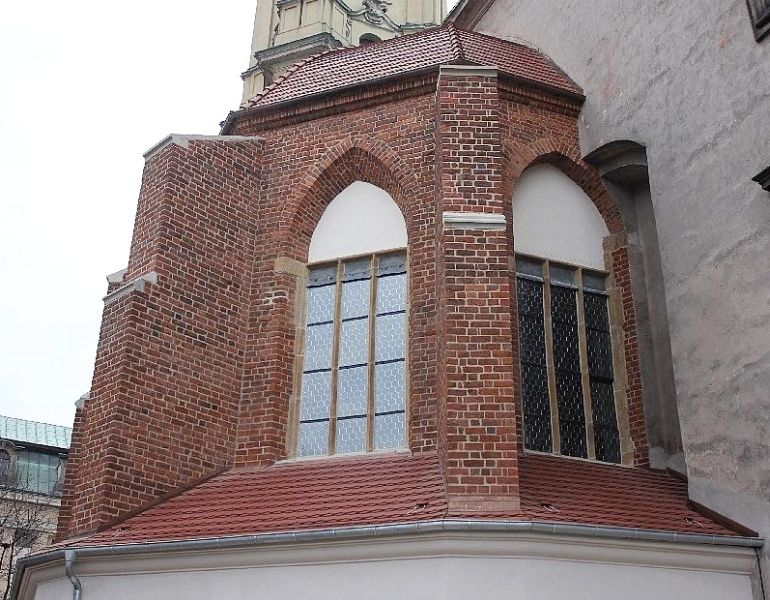
Außenansicht

Herzog Georg Wilhelm I. starb 1675 fünfzehnjährig ohne Nachkommen. Damit fielen seine Herzogtümer Liegnitz, Brieg und Wohlau als erledigte Lehen an die Krone Böhmen. Diese Herrschaftsgebiete wurden danach als böhmische „Erbfürstentümer“ von Landeshauptleuten regiert, die bis zum Übergang an Preußen nach dem Ersten Schlesischen Krieg 1742 vom König von Böhmen eingesetzt wurden.
Die 1677–79 errichtete Fürstengruft war eine Stiftung der Herzogin Luise von Anhalt-Dessau zum Gedenken an ihren Sohn Georg Wilhelm I. Sie entstand auf den Grundmauern des vormals gotischen Chores der Liegnitzer Johanniskirche. Es ist ein oktogonaler Bau, der mit einer reich mit Stuck verzierten flachen Kuppel überwölbt ist. In der Mitte der Kuppel wird der griechische Gott Helios mit Gesichtszügen des Herzogs Georg Wilhelm dargestellt. Zwischen den Stürzen befinden sich fünf ovale Nischen für Sarkophage. Die Kapelle ist durch zwei Arkaden zum Kirchenschiff der Johanniskirche geöffnet. Über dem Durchgang befindet sich die Stiftertafel.
Das dichterische Programm für das Mausoleum stammt vom schlesischen Barockdichter Daniel Casper von Lohenstein. Den Entwurf, die Bildhauerarbeiten einschließlich der vier lebensgroßen Marmorfiguren sowie die Malerei schuf der in Wien und Prag tätige, aus dem schwäbischen Radolfzell stammende Bildhauer und Elfenbeinschnitzer Matthias Rauchmüller.
Über den Arkaden werden in stuckierten Rahmen Szenen aus der Geschichte des schlesischen Piasten gezeigt.
Die vier lebensgroßen Alabasterfiguren, die im „letzten Gespräch“ vertieft sind, stellen die letzten Vertreter der herzoglichen Familie dar. Es sind:
- Herzogin Luise von Anhalt-Dessau († 1680) mit Aufschrift: „Heu mihi soli / Ach ich einsame.“
- Herzog Christian von Liegnitz, Brieg und Ohlau, († 1672) mit Aufschrift: „Nescia gnati? / Hast du des Sohnes vergessen?“
  - Deren Sohn: Georg Wilhelm († 1675) mit Aufschrift: „At sequor ipse / Ach, auch ich folge.“
  - Deren Tochter: Herzogin Charlotte von Liegnitz-Brieg-Wohlau († 1707) mit Aufschrift: „Spes ubi nostrae? / Wo bleiben nun unsere Hoffnungen?“

In der Krypta befinden sich weitere Grabstätten der Liegnitzer Herzogsfamilie aus der Johanniskirche. Bei deren Umbau wurden sie in die Krypta verlegt. Anstelle der ursprünglich vorgesehenen Figur des „Auferstandenen Christus“ steht der Sarkophag der Herzogin Sophie Elisabeth († 1622), anstelle des im Programmentwurf vorgesehenen Sarges der Herzogin Charlotte von Liegnitz-Brieg-Wohlau, die in der Hedwigskapelle des Klosters Trebnitz bestattet wurde, steht der Sarkophag des Herzogs Ludwig II. († 1436), der in der 1423 gegründeten Kartause Liegnitz beigesetzt worden war, und nach deren Abriss 1547 in die Johanniskirche verbracht wurde.